# Algernon Henry Barkworth
Algernon Henry Barkworth (4 de junho de 1864 – 7 de janeiro de 1945) foi um passageiro do RMS Titanic e que sobreviveu ao desastre.

## Vida pregressa
Algernon Henry Barkworth nasceu em Hessle, East Riding of Yorkshire, Inglaterra em 4 de junho de 1864, filho de Henry Barkworth (1822-1898) e  Catherine Hester Smith (1838-1915). Seu pai era mercador de madeira, agricultor e latifundiário. A família era rica e Algernon cresceu cercado por um séquito de criados e foi criado por sua governanta Amelia Selina Coxhead (1844-1920).
Nos anos 1900 por um curto Barkworth viveu em Puddletrenthide, uma vila em  Dorset, próximo à seu irmão Edmund, que era agricultor e latifundiário. Por volta de 1911 Barkworth voltou a morar com sua mãe viúva e sua irmã solteira Evelyn na Tranby House. Na época, ele era juiz da paz para o East Riding of Yorkshire, uma posição que ocupava desde 1903.

## RMS Titanic
Barkworth embarcou no Titanic em Southampton como passageiro da primeira classe e ocupou a cabine A23. Esta foi a primeira viagem de Barkworth para os EUA onde ele pretendia passar um mês. Na noite do naufrágio Barkworth entrou nas águas geladas e nadou até o bote desmontável B, que estava virado. Após o naufrágio, Barkworth passou um tempo na casa da Sra. Richard F. Wood em Concord, Massachusetts, mas logo retornou à Inglaterra.